# Амадео Гарсія
Амадео Гарсія (ісп. Amadeo García, нар. 31 березня 1886, Віторія-Гастейс — пом. 18 липня 1947) — іспанський футбольний тренер. Тренував «Алавес» та збірну Іспанії, якою керував на чемпіонаті світу 1934 року.

## Кар'єра тренера
Амадео Гарсія був одним з перших ентузіастів розвитку футболу в Іспанії. В баскському місті Віторія-Гастейс 1926 року Гарсія Саласар очолив нещодавно створену команду «Алавес». Звичайно, говорити про якісь успіхи в той період, коли футбол в Іспанії знаходився ще в зародковому стані, можна лише умовно, але вже в «Алавес» проявилися риси, що свідчать про те, що Саласар — непоганий тактик. Майстерність організації захисту стало його візитною карткою. Але «Алавес» не лише мав чіткі оборонні побудови, а й намагався експериментувати з новою на той час системою «дубль-ве».
До початку 1930-х років у Гарсії склався стійкий авторитет великого знавця футболу. Саме тому йому було доручено очолити збірну на чемпіонаті світу 1934 року. На тому італійському чемпіонаті іспанську команду до головних фаворитів вже точно не відносили. У Іспанії, яка переживала не найкращі часи, не було коштів на закордонні турне та товариські матчі, які проводили у великій кількості австрійці й італійці, тому «червона фурія» залишалися загадкою.
На турнір Гарсія Саласар взяв відмінно укомплектований склад. Ворота захищав один з найкращих воротарів довоєнного футболу Рікардо Самора, пару захисників склали Хасінто Кінкосес та Сіріако Еррасті, а в атаці основну роль грали баски: в центрі Ісідро Лангара, Луїс Регейро та фланговий форвард Гільєрмо Горостіса. Проте головним, що виділяло цю команду серед більшості інших, була грамотна тактична організація гри. За рахунок цього в 1/8 фіналу були переможені бразильці (3:1), серед яких виділявся зовсім молодий ще Леонідас.
Після розправи над «селесао» Іспанія стала сприйматися, як серйозна сила, здатна дати бій господарям турніру — італійцям, на яких іспанці вийшли в чвертьфіналі. Гра крім спортивної складової найбільших латино-європейських держав мало і серйозне підґрунтя. По-перше це було протистояння республіканської Іспанії фашистському режимові Муссоліні, а по-друге — зіткнення забезпечених та звиклих до розвиненої футбольної інфраструктури італійців та бідних, які не мали економічних гарантій, іспанців.
Гра вийшла вкрай знервованою. Незважаючи на рідне поле, високий підбір гравців та значну підтримку фанатів на чолі з самим Беніто Муссоліні, перший гол забили іспанці (Регейро вдало виконав штрафний). В кінці першого тайму Джузеппе Меацца зрівняв рахунок, а після перерви італійці влаштували облогу воріт Самори. Іспанські ж контратаки придушувалися відвертою грубістю, на яку арбітр дивився крізь пальці. Особливо в цьому сенсі старався захисник аргентинського походження Луїс Монті. Іспанці завдяки вдалій грі Самори вистояли, але сім гравців основного складу, включаючи самого Самору, через важкі травми не змогли взяти участь в переграванні, що відбувся через добу. Перегравання повторило сценарій другого тайму першого матчу. Італійські захисники продовжували бити гравців збірної Іспанії, якій довелося закінчувати матч увісьмох: Кінкосес, Регейро та Боск були винесені з поля. Швейцарський суддя Марсі (незабаром після гри швейцарська футбольна федерація позбавила його професійної ліцензії) був абсолютно байдужий до фолів італійців і не зарахував чистий гол Чачо в їх ворота. У підсумку збірна Італії вимучила перемогу (1:0), але її репутація виявилася сильно підмочена. У футбольному світі матч викликав бурю обурення, і мундіаль 1934 року багато хто став називати «кишеньковим чемпіонатом Муссоліні».
Іспанці Гарсії Саласара повернулися на батьківщину майже як герої. Але довго ця симпатична команда не проіснувала. З початком громадянської війни (1936–1939 років) багато футболістів були мобілізовані. Амадео Гарсія Саласар керував збірною аж до 1938 року, але з початком війни його робота стала формальністю. 1938 року Іспанія не змогла виступити на французькому мундіалі, після чого Гарсія остаточно перестав працювати зі збірною.
Долі гравців тієї збірної склалися по-різному. Лангара, Регейро та Горостіса 1937 року брали участь в турне збірної Басконії по Європі, збираючи кошти для військових потреб республіки. Після закінчення громадянської війни Лангара та Регейро емігрували до Латинської Америки, не прийнявши франкізму і що послідувала політики геноциду басків. Кінкосес та Самора, навпаки, отримали «Статус живих легенд» та вельми плідно працювали тренерами. Гарсія Саласар знову залишився в тіні.
Помер 18 липня 1947 року на 62-му році життя. За видатні здобутки іспанської тренерської школи одна з площ в його рідній Віторії носить ім'я Амадео (ісп. Amadeo Garcia de Salazar Plaza).